# Dover, Arkansas
Dover är en ort i Pope County i delstaten Arkansas, USA.